# Štatistický úrad Slovenskej republiky
L'Istituto statistico della Repubblica Slovacca ((SK)  Štatistický úrad Slovenskej republiky, ŠÚSR) è l'organismo del governo slovacco preposto all'acquisizione, allo sviluppo e alla diffusione dei dati statistici del Paese. È stato istituito il 1º gennaio 1993 ed è parte integrante del sistema statistico dell'Unione europea, con al vertice l'Eurostat.
L'Istituto statistico si occupa di elaborare i risultati elettorali, del censimento della popolazione e delle abitazioni e della gestione del registro delle persone giuridiche, degli imprenditori e delle autorità pubbliche. L'ufficio è retto da un Presidente, nominato dal Governo della Repubblica slovacca per un mandato di 5 anni.
L'Istituto ha sede centrale a Bratislava e degli uffici regionali in ciascuno dei capoluoghi di regione, oltre a quello della capitale: Banská Bystrica, Nitra, Košice, Prešov, Trenčín, Trnava e Žilina.